# Hemipeplus miyamotoi
Hemipeplus miyamotoi là một loài bọ cánh cứng trong họ Mycteridae. Loài này được Kamiya miêu tả khoa học năm 1961.